# Рівненське земляцтво
«Рівненське земляцтво» — міжнародне громадське об'єднання, що охоплює земляків з Рівненщини, які живуть у Києві та за кордоном. Почесний президент земляцтва — Леонід Кравчук (до 2022). Віцепрезидент — Міщенко Сергій Олександрович. 

## Історія
Земляцтво зареєстроване у грудні 2001 у Києві.
Засновниками об'єднання є:
- Петро Мельник, ректор Академії державної податкової служби України;
- Микола Якимчук, професор, член-кореспондент Національної академії наук України;
- Сергій Сегеда, доктор історичних наук;
- Василь Руденко, голова Національної служби посередництва і примирення;
- Святослав Ващук, виконавчий директор міжнародного громадського об'єднання «Рівненське земляцтво», заслужений працівник культури України.

Згоду на створення об'єднання дали представництва, які діють у чотирнадцяти областях України та за кордоном. Представником від канадської діаспори погодився стати Тарас Солтис — голова наглядової ради СП «Зоря».

## Мета
Головна мета земляцтва — захист національно-культурних, економічних та соціальних інтересів Рівненщини, пропаганда історії, культури, надання допомоги землякам.

## Розташування
Київ, 01133 пер. Лабораторний 1, оф. 274-275. 

## Видатні члени земляцтва
- Гопанчук Леонід Авакумович, живописець, Заслудений художник України;
- Борис Гривачевський, публіцист, політичний оглядач УТН;
- Микола Жулинський
- Леонід Кравчук, перший Президент України;[2]
- Міщенко Сергій Олександрович
- єпископ Павел, намісник Свято-Успенської Києво-Печерської Лаври;
- Володимир Сідак, генерал-лейтенант, ректор Національної академії Служби безпеки України.
- Володимир Цимбалюк, професор, доктор медичних наук, нейрохірург;
- Володимир Чернець, ректор Академії керівних кадрів культури і мистецтва;
- Ігор Юхновський,

Офіційно в об'єднанні налічується понад 700 осіб.

## Структура
Періодично збирається рада земляцтва, яка організовує і координує всю роботу в період між зборами (проводяться один раз у рік). Питаннями поточної діяльності займається виконавча дирекція. 

## Інше
Земляцтво підтримує зв'язки із земляцтвами всіх областей через координаційну раду земляцтв України.